# Ingsoc
Ingsoc, acrónimo de «socialismo inglés», es el término del idioma ficticio neolengua con el que se denomina a la ideología del partido gobernante en la novela 1984 de George Orwell. En dicho libro, el Ingsoc no es sólo el nombre del partido político que dirige con mano de hierro los destinos del Estado totalitario intercontinental de Oceanía, una de las tres porciones del mundo en la novela, sino que también de su propia ideología.
El Ingsoc reafirma su poder eliminando toda prueba de cualquier realidad diferente a la suya, utilizando para ello la enorme capacidad logística del Ministerio de la Verdad, que se encarga de escribir, borrar y reescribir constantemente la historia según las cambiantes necesidades del Partido y la filosofía del doblepensar.
El Ingsoc se caracteriza por canalizar toda la angustia y frustración del pueblo hacia un odio irracional contra el enemigo, y un amor equivalente al Gran Hermano, provocando así una obediencia ciega y la destrucción total de todo vínculo afectivo con cualquier otro ser que no sea el Gran Hermano.

## Ideología
En el libro «prohibido» la Teoría y práctica del colectivismo oligárquico, el enemigo del Estado Emmanuel Goldstein describe la ideología del Partido como un antisocialismo que rechaza los principios políticos del movimiento socialista. El tiempo lo ha trasformado en una máquina de obtener poder por el poder en sí mismo, hasta transformarse Oceanía en uno de los más oscuros regímenes totalitarios jamás concebidos. Las dos finalidades del partido son: Conquistar toda la superficie de la Tierra, y extinguir definitivamente la posibilidad de pensar de manera libre. El lema del Ingsoc es: «La guerra es paz, la libertad es esclavitud, la ignorancia es la fuerza».

## Estructura interna

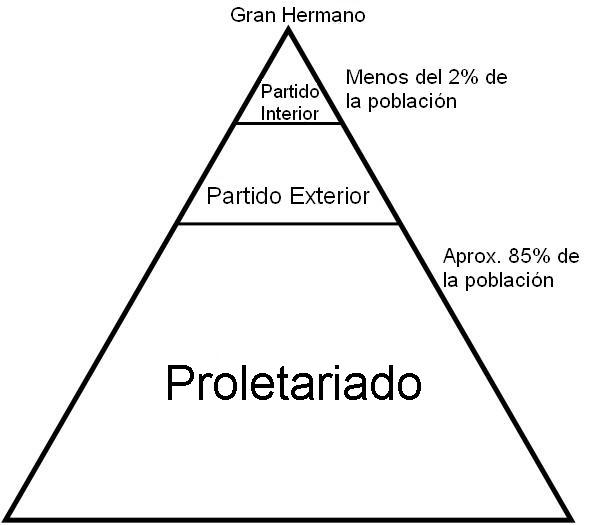
Pirámide social bajo la dictadura del Ingsoc.

El Partido está organizado de forma rígida y jerárquica. Sus integrantes no pertenecen por la clase en la que nacieron a determinado eslabón del Partido, sino que dan un examen a los 16 años, salvo por los proles (la abrumadora mayoría de la población) que carece de importancia política para el Partido y no es miembro de él.

### Dictador
El líder supremo, dictador en la práctica, es el Gran Hermano desde la instauración del régimen y probablemente lo sea por haberse convertido en un icono del sistema, un icono que representa lo que ya no es un individuo, sino el propio Ingsoc.

### Comité Central
Los miembros más prominentes del Partido, probablemente ya no existan. Emmanuel Goldstein era parte de él.

### Partido Interior
En la novela 1984, de George Orwell, el partido único del régimen totalitario que controla Oceanía se divide en dos mitades: el Partido Interior y el Partido Exterior. El Partido Interior domina Oceanía. Aquí es donde se encuentra O'Brien.
El Partido Interior representa la parte aristocrática de la sociedad de Oceanía, y ha restringido sus miembros a 6 millones de personas (aproximadamente el 2% de la población). Los miembros del Partido Interior gozan de una calidad de vida que es mucho mejor que la de los proletarios o los miembros del Partido Exterior. Por ejemplo, la telepantalla (en ambos sentidos de televisión utilizados para la propaganda y la vigilancia) en sus hogares puede ser apagada (aunque esta revelación puede haber sido un método de engaño utilizado contra Winston y Julia), pero es inusual incluso para un miembro del Partido Interior apagar sus telepantallas durante más de 30 minutos.
También tienen acceso a viviendas espaciosas, personal del servicio, transporte conveniente, y relativamente agradable comida y bebida (en contraste con los productos de la mala calidad y bienes fabricados indebidamente de los que disponen los miembros del Partido Exterior). Los miembros del Partido Interior siempre son identificados por su traje negro, similar al de los obreros de las fábricas.
Los miembros son seleccionados en una joven edad, de acuerdo con un examen de ingreso, no por patrimonio familiar, solo hay lealtad al Ingsoc y al Gran Hermano, por eso el amor a la familia está totalmente desaconsejado.

### Partido Exterior
La burocracia del Estado, encargada de las tareas tediosas como la de reescribir la historia continuamente, según requiera el Partido Interior. Aquí es donde se encuentra Winston Smith. Siempre llevan un uniforme igual al del Partido Interior pero de color azul y son vigilados constantemente por las telepantallas.

### Proletariado
Considerados como animales por el Partido, no son parte de él, si bien se eliminan a aquellos individuos notables que puedan ser peligrosos para la estabilidad del régimen. Tienen innumerables privaciones, pero no son vigilados demasiado por la Policía del Pensamiento ya que el Ingsoc se encarga de idiotizarlos y convertirlos en ignorantes.

## La sociedad del Ingsoc
La sociedad gobernada bajo el Ingsoc destaca por la ausencia casi total del desarrollo tecnológico y el progreso, el cambio constante en la verdad para mostrar siempre la absoluta perfección del Partido, y el control de sus ciudadanos, persiguiendo de manera especialmente severa el ideadelito, crimen mental, o crimental perseguido por la Policía del Pensamiento.
El Ingsoc cree que manteniendo a sus partidarios en un estado cercano a la miseria, sin ninguna comodidad, pero haciéndoles creer que se encuentran mejor que nunca mediante continuos cambios en la verdad, se asegura que nadie quiera mejorar o se rebele contra una sociedad que considera perfecta. El Ingsoc utiliza el Ministerio del Amor para controlar el crimen mental y anular a cualquiera que no se ajuste a su metodología.